# Józef Szwejk
Józef Szwejk (cz. Josef Švejk) – postać fikcyjna, główny bohater antywojennej powieści czeskiego pisarza Jaroslava Haška Przygody dobrego wojaka Szwejka podczas wojny światowej i jej licznych ekranizacji.
Szwejk – żołnierz Armii Austro-Węgier – jest symbolem postawy antymilitarnej i antywojennej, niepozornym człowiekiem potrafiącym bronić się przed cesarsko-królewską biurokracją dzięki swemu sprytowi i umiejętności szyderstwa.
W postać Józefa Szwejka wcielało się wielu aktorów między innymi Saša Rašilov, Rudolf Hrušínský, Heinz Rühmann, Jerzy Stuhr czy Stanisław Jaworski.
W Polsce szczególnym uznaniem cieszy się Szwejk w Przemyślu, gdzie toczy się akcja ostatniego tomu powieści. Funkcjonuje tam Przemyskie Stowarzyszenie Przyjaciół Dobrego Wojaka Szwejka, organizujące wycieczki po Twierdzy Przemyśl oraz Manewry Szwejkowskie. W 2006 w mieście powstał Zaułek Wojaka Szwejka, zaś w 2008 ławeczka.

## Galeria

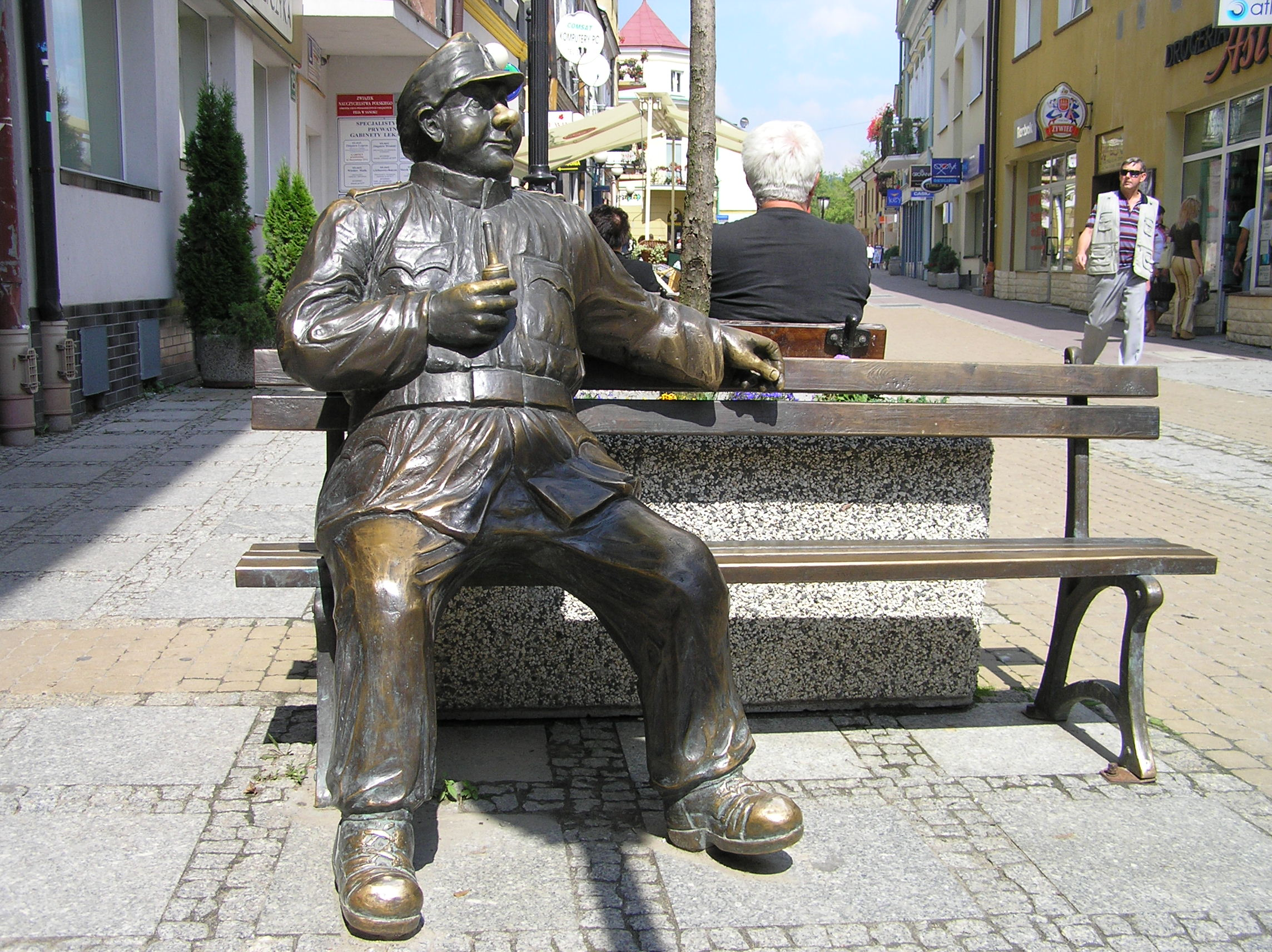
Ławeczka Józefa Szwejka w Sanoku
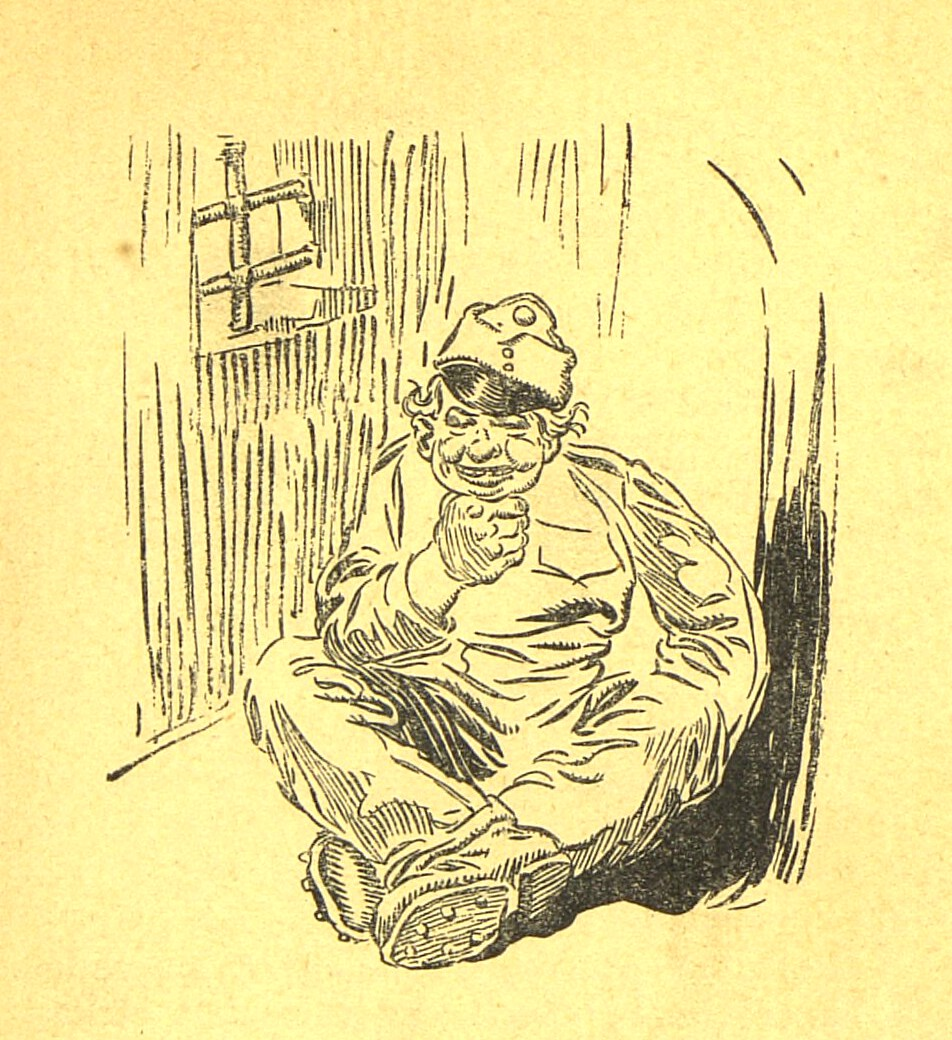
Józef Szwejk według Karela Stroffa
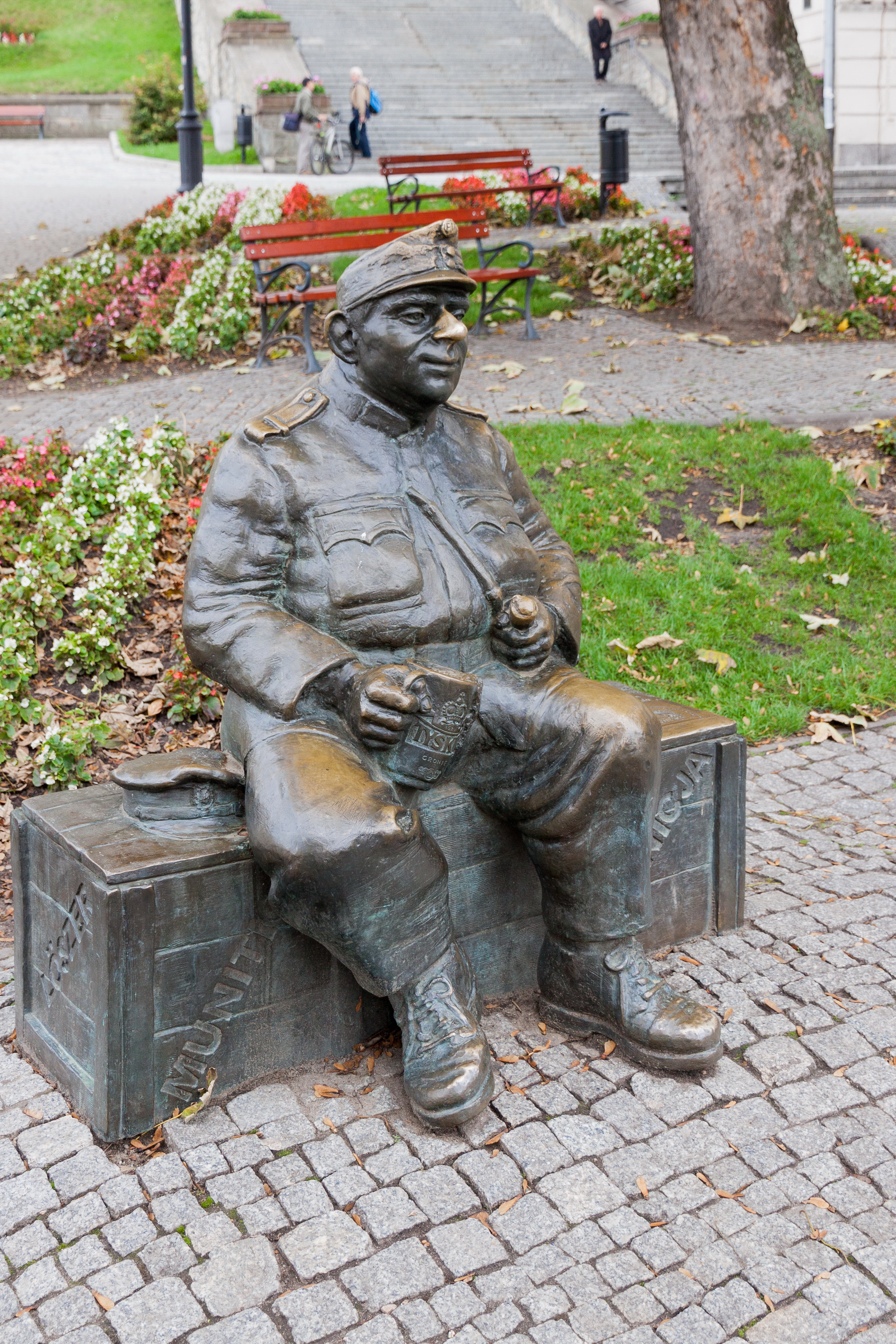
Ławeczka Józefa Szwejka w Przemyślu